# ميس فيتي
ميس فيتي (الاسم العلمي:Celtis vitiensis) هو نوع من النباتات يتبع جنس الميس من الفصيلة القنبية. سمي هذا النوع نسبةً إلى جزيرة فيتي ليفو في فيجي.